# Bendix Friedrich Zinck (Komponist)
Bendix Friedrich Zinck, auch: Benedict Friedrich Zink, (getauft am 8. März 1743 in Husum; † 23. März 1801 in Ludwigslust) war ein deutscher Kammermusiker und Komponist.

## Leben und Wirken
Bendix Friedrich Zinck war ein Sohn des Musikers Bendix Friedrich Zinck (1715–1799) und dessen Ehefrau Margaretha, geborene Krüger. Bis zum 12. Lebensjahr lebte er angeblich in völliger Taubheit. Danach unterrichtete ihn sein Vater im Violin-, Klavier- und Orgelspiel. Er lebte danach kurze Zeit in England und erhielt 1764 eine Stelle bei Graf Wedel Jarlsberg in Christiania. Vom 29. November 1767 bis zum Lebensende war er Violinist und Konzertmeister der Hofkapelle Ludwigslust für den Herzog von Mecklenburg-Schwerin. Ab 1777 musizierte er hier gemeinsam mit seinem Bruder Hardenack Otto Conrad Zinck (1746–1832).
Gustav Schilling schrieb, dass Zinck sich schon in Christiania sehr verdient „um die Förderung der Musik“ gemacht habe, so mit einer Darbietung des Oratoriums Der Tod Jesu. Von Ludwigslust aus unternahm er Kunstreisen, darunter nach Dresden, Berlin, London und Hamburg. In der Hansestadt bildete er sich wahrscheinlich bei Carl Philipp Emanuel Bach, der ihn persönlich schätzte, im Komponieren weiter. Aufgrund von Bachs Einflüssen wurde Zinck nicht nur ein bekannter Konzertmusiker, sondern auch Theoretiker und Komponist.
Zinck schuf 15 Sinfonien und 2 große Vokalwerke, die erhalten geblieben sind. Darin ist zu erkennen, dass er den Stil Bachs stetig weiterentwickelte. Seinerzeit populäre kleinere Werke für Klavier, Flöte oder weitere Blasinstrumente schrieb Zinck offensichtlich nicht.
Zinck heiratete 1769 in erster Ehe eine Witwe namens Helms. Am 26. Januar 1781 heiratete er in Ludwigslust Charlotte Nußbaum (1760–1817).